# Andrei Cordea
Andrei Ioan Cordea (Aiud, 24 de junio de 1999) es un futbolista rumano que juega de centrocampista en el CFR Cluj de la Liga I. Es internacional con la selección de fútbol de Rumania.

## Selección nacional
Fue internacional sub-17, sub-18 y sub-19 con la selección de fútbol de Rumania, antes de convertirse en internacional absoluto el 5 de septiembre de 2021 en un partido de clasificación para la Copa Mundial de Fútbol de 2022 frente a la selección de fútbol de Liechtenstein.

## Clubes
| Club                     | País           | Año       |
| ------------------------ | -------------- | --------- |
| Novara Calcio            | Italia         | 2018-2020 |
| FC Hermannstadt (cedido) | Rumania        | 2019-2020 |
| FC Academica Clinceni    | Rumania        | 2020-2021 |
| FCSB                     | Rumania        | 2021-2023 |
| Al-Tai                   | Arabia Saudita | 2023-2025 |
| CFR Cluj                 | Rumania        | 2025-act. |